# Thomas (2001)
Thomas (Originaltitel: Tommaso) ist ein Film aus der Reihe Die Bibel – Neues Testament, der 2001 unter Regie von Raffaele Mertes entstand.
Der Film schildert wie der Jünger Thomas, der nicht an die Auferstehung Jesu Christi glaubt, den Glauben an die Auferstehung findet.

## Handlung
Nachdem Jesus von Nazareth zum Tode verurteilt wurde, versteckten sich die Jünger. Auch Thomas hatte sich versteckt gehalten. Als er es nicht mehr länger aushält und zur Kreuzigungsstelle hastet, findet er dort nur noch das leere Grab. Er findet die blutverschmierten Nägel, mit denen Jesus ans Kreuz geschlagen wurde, und steckt diese Überreste ein. Plötzlich entdeckt er, wie Jesu Leiche von einigen der Anhänger fortgetragen wird. Thomas eilt hinzu und hilft den Leichnam in ein Felsengrab zu legen. Römische Soldaten überwachen diese Prozedur. Als die Grablegung beendet ist verjagen sie die Anhänger und beginnen vor dem Grab zu wachen, damit keine Tumulte entstehen. Bald darauf erfährt Thomas, dass das Grab Jesu leer aufgefunden wurde. Thomas ist verzweifelt. Er macht sich auf die Suche nach dem Leichnam Jesu. Aber niemand kann ihm weiterhelfen, selbst die anderen Jünger nicht. Auch der jüdische Ältestenrat weiß nichts über den Verbleib Jesu. Genauso wenig weiß der Unruhestifter Barabbas etwas. Dennoch ermittelt Thomas weiter. Joseph von Arimathäa, der das Grab bereitstellte und dem Thomas zunächst misstraut, bekennt sich, als er ins Gefängnis geworfen wird, als Anhänger Jesu. Er hat nichts mit dem Verschwinden des Leichnams zu tun. Als sich Thomas ins Gefängnis schleicht, um Joseph von Arimathäa nach dem Verbleib Jesu zu fragen, belauscht er auch Pilatus. Dieser tappt ebenfalls im Dunkeln, versucht ebenfalls, herauszubekommen, wer die Leiche hat. Da Joseph von Arimathäa nicht weiterhelfen kann, sucht Thomas nach den römischen Soldaten, die am Grab standen. Cajus, einer der Soldaten, versucht ihn zunächst zu betrügen, in dem er ihm eine andere Leiche als die Leiche Jesu verkaufen will. Als der Betrug auffliegt gesteht Cajus ihm, dass er nichts Wesentliches über das Verschwinden Jesu wisse. Er war in der Nacht in einen tiefen Schlaf gefallen. Er hilft Thomas dann aber doch weiter, in dem er ihm hilft den Legionär Longinus zu finden, der ebenfalls in der Nacht am Grab wachte. Longinus wurde von Pilatus als wahnsinnig eingestuft und ist deshalb zu anderen Psychotikern gesperrt worden. Thomas findet Longinus, der ihm erzählt, dass er mitten in der Nacht ein grelles Licht gesehen hätte. Nun sei er erblindet. Thomas kehrt schließlich ohne die Leiche zu den anderen Jüngern zurück. Mittlerweile haben diese Jesus mehrfach gesehen, Jesus sei auferstanden. Thomas zweifelt an diesen Worten. Doch dann kommt es zu einer Begegnung zwischen ihm und Jesus. Mit der Begegnung findet der ungläubige Thomas den Glauben an die Auferstehung. Thomas schenkt deshalb die Nägel Joseph von Arimathäa. Thomas benötigt keine Reliquien mehr, er glaubt nun auch ohne diese an Jesus Christus. Wie alle anderen Apostel zieht auch Thomas aus und beginnt zu missionieren.

## Hintergrund
Der Film wurde von der Lux VIDE S.p.A. - Epsilon TV in Zusammenarbeit mit KirchMedia und Meditrade sowie dem ORF hergestellt. Die deutsche Synchronisation erfolgte durch die JohannisthalSynchron GmbH. Neben der englischen und deutschen Fassung wurden auch eine italienische, griechische, ungarische sowie eine portugiesische Fassung erstellt.
Seine Premiere hatte der Film am 16. April 2001 in Italien. In Deutschland wird der DVD-Film von der Kinowelt Home Entertainment vertrieben.

## Medien
- DVD: Die Bibel – Neues Testament – Thomas – Teil 4; Kinowelt GmbH